# Bubalus mephistopheles
Bubalus mephistopheles és una espècie extinta de mamífer artiodàctil de la família dels bòvids que visqué a l'Àsia oriental durant el Plistocè i l'Holocè. Se n'han trobat restes fòssils a la Xina. Sobrevisqué fins a temps històrics, tal vegada fins al 1200 aC.

## Descripció
B. mephistopheles fou descrit el 1925. Es distingeix pels nuclis de les banyes, curts, extremament triangulars, amb forma de lluna creixent i una suau curvatura cap a l'interior. No hi ha cap dubte que desaparegué en l'Holocè. Si bé no n'hi ha una datació radiomètrica precisa, aquesta espècie és present en un conjunt de dipòsits zooarqueològics del Neolític i l'edat del bronze al sud, el centre i l'est de la Xina (des de Yunnan fins al nord de Henan).

## Possible domesticació
Durant molt de temps, B. mephistopheles fou considerat una forma domesticada de búfal indígena de la Xina que hauria tingut un paper clau en el desenvolupament del conreu de l'arròs amb pellofa durant el Neolític i l'edat del bronze. Tanmateix, aquesta hipòtesi fou posada en dubte a la dècada del 2000.
El 2004, fòssils provinents de diverses associacions neolítiques de la Xina foren comparats amb restes de búfals/bous domèstics de Dholavira, un nucli urbà de la civilització de la Vall de l'Indus, del 2600-1900 aC. A Dholavira, les edats dels bovins es categoritzaren en sis etapes d'edat, des d'acabat de néixer (etapa I) fins a adult (etapa VI). Gairebé tots els bovins joves sobrevisqueren fins a l'etapa III, però alguns foren sacrificats abans de l'alentiment del creixement a l'etapa IV i la majoria de la resta sobrevisqueren fins a l'edat adulta (etapes V i VI). Aquest patró encaixa amb l'ús d'animals domèstics per llaurar camps i transportar coses. En canvi, les tres associacions neolítiques de la Xina tenien proporcions altes de cries molt joves i individus molt vells, cosa que deu representar un patró de caça de poblacions salvatges. A més a més, els búfals salvatges i domèstics mostren diferències considerables pel que fa a la seva mida (els salvatges són molt més grossos). Ara bé, una comparació de quatre jaciments diferents que daten d'entre el 6000 i el 1200 aC no revelà cap reducció de mida en les poblacions de B. mephistopheles al llarg d'aquest període.
Un estudi del 2008 sobre seqüències d'ADN de B. mephistopheles escatí que no era un avantpassat directe del búfal domèstic, però sí un parent proper. El búfal asiàtic domèstic (B. bubalis) fou introduït a la Xina des del sud d'Àsia, presumiblement cap al primer mil·lenni.